# Nesopupa waianensis
Nesopupa waianensis es una especie de molusco gasterópodo de la familia Pupillidae en el orden Stylommatophora.

## Distribución geográfica
Es endémica de Estados Unidos.